# Jørgen Sørensen
Jørgen Leschly Sørensen (Odense, 24 settembre 1922 – Odense, 21 febbraio 1999) è stato un calciatore danese, di ruolo attaccante.
Era soprannominato Pastore.

## Carriera

### Club
Esordisce in serie A l'11 settembre 1949 in Bologna-Atalanta (2-6). Siglò 52 gol in maglia neroazzurra, che lo collocano tuttora al decimo posto tra i marcatori di tutti i tempi della società bergamasca.
Passò quindi al Milan, facendo il suo esordio il 13 settembre 1953 nella la partita Udinese-Milan (2-2), e vincendo uno scudetto l'anno successivo. Nelle due stagioni con i rossoneri disputò 65 partite segnando 29 gol.
Tornò quindi in patria diventando professore di educazione fisica.

### Nazionale
Tra il 1946 ed il 1949 ha segnato 8 reti in 14 presenze con la nazionale danese, con cui ha anche vinto una medaglia di bronzo ai Giochi Olimpici di Londra nel 1948.

## Palmarès

### Club

#### Competizioni nazionali
- Campionato danese: 1

B93: 1945-1946
- Seconda divisione danese: 1

Odense: 1946-1947
- Campionato italiano: 1

Milan: 1954-1955

### Nazionale
- Bronzo olimpico: 1

Londra 1948

### Individuale
- Capocannoniere del campionato danese: 2

1945-1946 (16 reti), 1948-1949 (16 reti)